# Torneo Clausura 2024 Liga de Expansión
El Torneo Clausura 2024 es el octavo torneo de la Liga de Expansión MX, una liga de fútbol fundada en el año 2020 como parte del "Proyecto de Estabilización", el cual tiene como objetivo rescatar a los equipos de la Liga de Ascenso de México con problemas financieros y evitar de esta forma la desaparición de la Segunda División en México.

## Sistema de competición
El torneo de la Liga de Expansión MX, está conformado en dos partes:
- Fase de calificación: Se integra por las 15 jornadas del torneo.
- Fase final: Se integra por los partidos de reclasificación, cuartos de final, semifinal y final, más conocida como liguilla.

### Fase de clasificación
En la fase de clasificación se observará el sistema de puntos. La ubicación en la tabla general está sujeta a lo siguiente:
- Por juego ganado se obtendrán tres puntos.
- Por juego empatado se obtendrá un punto.
- Por juego perdido no se otorgan puntos.

En esta fase participan los 15 clubes de la Liga de Expansión MX jugando en cada torneo todos contra todos durante las 15 jornadas respectivas, a un solo partido.
El orden de los clubes al final de la fase de calificación del torneo corresponderá a la suma de los puntos obtenidos por cada uno de ellos y se presentará en forma descendente. Si al finalizar las 15 jornadas del torneo, dos o más clubes estuviesen empatados en puntos, su posición en la tabla general será determinada atendiendo a los siguientes criterios de desempate:
1. Mejor diferencia entre los goles anotados y recibidos y goles.
2. Mayor número de goles anotados.
3. Marcadores particulares entre los clubes empatados.
4. Mayor número de goles anotados como visitante.
5. Mejor ubicado en la tabla general de cociente
6. Tabla Fair Play
7. Sorteo.

Para determinar los lugares que ocuparán los clubes que participen en la fase final del torneo se tomará como base la tabla general de clasificación.
Participan automáticamente por el título de Campeón de la Liga de Expansión MX, los 10 primeros clubes de la tabla general de clasificación al término de las 15 jornadas, los primeros seis lugares se clasifican directamente a los cuartos de final.

### Fase final
Previo a la ronda de cuartos de final, habrá una nueva fase clasificatoria, llamada Play-in en la que participarán los clubes ubicados entre las posiciones 7 y 10 de la tabla general. Los equipos ubicados en el séptimo y octavo lugar jugarán entre ellos para determinar un clasificado a la liguilla; mientras que el perdedor de esa serie jugará contra el ganador del encuentro entre el noveno y décimo clasificado para determinar al octavo participante de los cuartos de final.
Los ocho clubes calificados para cuartos de final serán reubicados de acuerdo con el lugar que ocupen en la tabla general al término de la jornada 15, con el puesto del número uno al club mejor clasificado, y así hasta el número 8. Los partidos a esta fase se desarrollarán a visita, en las siguientes etapas:
- Cuartos de final
- Semifinales
- Final

Los clubes vencedores en los partidos de cuartos de final y semifinal serán aquellos que en los dos juegos anoten el mayor número de goles. De existir empate en el número de goles anotados, la posición se definirá a favor del club con mayor cantidad de goles a favor cuando actúe como visitante. Aplicarán las mismas normativas para el orden de enfrentamientos la ronda de semifinales y final.
Si una vez aplicado el criterio anterior los clubes siguieran empatados, se observará la posición de los clubes en la tabla general de clasificación.
Los partidos correspondientes a las fases de visita recíproca se jugarán obligatoriamente los días miércoles y sábado, y jueves y domingo eligiendo, en su caso, exclusivamente en forma descendente, los cuatro clubes mejor clasificados en la tabla general al término de la jornada 15, el día y horario de su partido como local. Los siguientes cuatro clubes podrán elegir únicamente el horario.
El club vencedor de la final y por lo tanto Campeón, será aquel que en los dos partidos anote el mayor número de goles. Si al término del tiempo reglamentario el partido está empatado, se agregarán dos tiempos extras de 15 minutos cada uno. De persistir el empate en estos periodos, se procederá a lanzar tiros penales hasta que resulte un vencedor.
Los partidos de cuartos de final se jugarán de la siguiente manera:
En las semifinales participarán los cuatro clubes vencedores de cuartos de final, reubicándolos del uno al cuatro, de acuerdo a su mejor posición en la tabla General de clasificación al término de la jornada 15 del torneo correspondiente, enfrentándose:
Disputarán el título de Campeón del Torneo de Clausura 2024, los dos clubes vencedores de la fase semifinal correspondiente, reubicándolos del uno al dos, de acuerdo a su mejor posición en la tabla general de clasificación al término de la jornada 15 de cada Torneo.

## Información de los clubes

### Datos de los clubes
| Club             | Entrenador        | Ciudad                         | Estadio                      | Capacidad | Fundación       | Patrocinador  | Kit          |
| ---------------- | ----------------- | ------------------------------ | ---------------------------- | --------- | --------------- | ------------- | ------------ |
| Atlante          | Daniel Alcántar   | Ciudad de México               | Ciudad de los Deportes       | 34 253    | 1918 (106 años) | Betcris       | Joma         |
| Atlético La Paz  | Raúl Rico         | La Paz, Baja California Sur    | Guaycura                     | 5 209     | 2022 (3 años)   | Baja Ferries  | Marca propia |
| Atlético Morelia | Norberto Scoponi  | Morelia, Michoacán             | Morelos                      | 34 795    | 1950 (74 años)  | Akron         | Keuka        |
| Cancún           | Luis Arce         | Cancún, Quintana Roo           | Olímpico Andrés Quintana Roo | 18 844    | 2020 (4 años)   | Cancún        | Nike         |
| Celaya           | Cristian Paulucci | Celaya, Guanajuato             | Miguel Alemán Valdés         | 23 182    | 1954 (71 años)  | Bachoco       | Keuka        |
| Cimarrones       | Roberto Hernández | Hermosillo, Sonora             | Héroe de Nacozari            | 18 747    | 2013 (12 años)  | Caliente      | Keuka        |
| Correcaminos UAT | Raúl Gutiérrez    | Ciudad Victoria, Tamaulipas    | Marte R. Gómez               | 10 520    | 1980 (45 años)  |               | Silver Sport |
| Dorados          | Rafael García     | Culiacán, Sinaloa              | Dorados                      | 23 000    | 2003 (21 años)  | Coppel        | Charly       |
| Leones Negros    | Alfonso Sosa      | Guadalajara, Jalisco           | Jalisco                      | 55 020    | 1970 (55 años)  | Electrolit    | Sporelli     |
| Oaxaca           | Carlos Gutiérrez  | Oaxaca, Oaxaca                 | Tecnológico de Oaxaca        | 14 598    | 2012 (12 años)  | Patsa         | SVEDDA       |
| Tapatío          | Arturo Ortega     | Zapopan, Jalisco               | Akron                        | 49 850    | 1973 (51 años)  |               | Puma         |
| Tepatitlán       | Fernando Pérez    | Tepatitlán de Morelos, Jalisco | Tepa Gómez                   | 12 500    | 1944 (81 años)  | Pacífica      | Sporelli     |
| Tlaxcala         | Paco Ramírez      | Tlaxcala, Tlaxcala             | Tlahuicole                   | 12 000    | 2014 (10 años)  | Tlaxcala      | Keuka        |
| Venados          | Rafael Fernández  | Mérida, Yucatán                | Carlos Iturralde             | 15 087    | 1988 (37 años)  | Yucatán       | Spiro        |
| Zacatecas        | Nacho Castro      | Zacatecas, Zacatecas           | Carlos Vega Villalba         | 20 068    | 2014 (10 años)  | Fresnillo plc | Spiro        |

Datos actualizados al 21 de diciembre de 2023.

### Cambios de entrenadores
| Equipo           | Entrenador (Jornadas)      | Fecha de vacante      | Tipo de salida | Pos. | Entrenador entrante | Fecha de nombramiento |
| ---------------- | -------------------------- | --------------------- | -------------- | ---- | ------------------- | --------------------- |
| Atlético Morelia | Israel Hernández Pat (1-7) | 21 de febrero de 2024 | Despido        | 15.° | Norberto Scoponi    | 22 de febrero de 2024 |
| Tepatitlán       | Enrique López Zarza (1-10) | 16 de marzo de 2024   | Despido        | 16.° | Fernando PérezINT   | 16 de marzo de 2024   |

### Equipos por Entidad Federativa
| Estado              | N.º | Equipos                                    |
| ------------------- | --- | ------------------------------------------ |
| Jalisco             | 3   | U. de G., Tepatitlán F. C. y C. D. Tapatío |
| Baja California Sur | 1   | Atlético La Paz                            |
| Ciudad de México    | 1   | Atlante                                    |
| Guanajuato          | 1   | Celaya                                     |
| Michoacán           | 1   | Morelia                                    |
| Oaxaca              | 1   | Oaxaca                                     |
| Quintana Roo        | 1   | Cancún                                     |
| Sinaloa             | 1   | Dorados                                    |
| Sonora              | 1   | Cimarrones                                 |
| Tamaulipas          | 1   | Correcaminos UAT                           |
| Tlaxcala            | 1   | Tlaxcala                                   |
| Yucatán             | 1   | Venados                                    |
| Zacatecas           | 1   | Mineros                                    |

### Estadios
|                                                                                               |                                                                                                |                                                                                           |
|                                                                                               |                                                                                                |                                                                                           |
| Estadio Jalisco Ciudad: Guadalajara Capacidad: 55.020 Club: Universidad de Guadalajara        | Estadio Akron Ciudad: Zapopan Capacidad:49.850 Club: Club Deportivo Tapatío                    | Estadio Morelos Ciudad: Morelia Capacidad: 34.795 Club: Atlético Morelia                  |
|                                                                                               |                                                                                                |                                                                                           |
| Estadio de la Ciudad de los Deportes Ciudad: Ciudad de México Capacidad: 34.253 Club: Atlante | Estadio Miguel Alemán Valdés Ciudad: Celaya Capacidad: 23.182 Club: Celaya                     | Estadio Dorados Ciudad: Culiacán Capacidad: 23.000 Club: Dorados de Sinaloa               |
|                                                                                               |                                                                                                |                                                                                           |
| Estadio Carlos Vega Villalba Ciudad: Zacatecas Capacidad: 20.068 Club: Mineros de Zacatecas   | Estadio Olímpico Andrés Quintana Roo Ciudad: Cancún Capacidad: 18.844 Club: Cancún Fútbol Club | Estadio Héroe de Nacozari Ciudad: Hermosillo Capacidad: 18.747 Club: Cimarrones de Sonora |
|                                                                                               |                                                                                                |                                                                                           |
| Estadio Carlos Iturralde Rivero Ciudad: Mérida Capacidad: 15.087 Club: Venados                | Estadio Tecnológico de Oaxaca Ciudad: Oaxaca Capacidad:14.598 Club: Alebrijes de Oaxaca        | Estadio Tepa Gómez Ciudad: Tepatitlán Capacidad: 12.500 Club: Tepatitlán Fútbol Club      |
|                                                                                               |                                                                                                |                                                                                           |
| Estadio Tlahuicole Ciudad:Tlaxcala Capacidad: 12.000 Club: Tlaxcala Fútbol Club               | Estadio Marte R. Gómez Ciudad: Ciudad Victoria Capacidad: 10.520 Club: Correcaminos UAT        | Estadio Guaycura Ciudad: La Paz Capacidad: 5.209 Club: Atlético La Paz                    |

## Torneo regular
- El Calendario completo según la página oficial.
- Los horarios son correspondientes al Tiempo del Centro de México (UTC-6).[10]

| Jornada 1       | Jornada 1 | Jornada 1        | Jornada 1              | Jornada 1   | Jornada 1 | Jornada 1    | Jornada 1  | Jornada 1 |
| Local           | Resultado | Visitante        | Estadio                | Fecha       | Hora      | Espectadores | Amonestado | Expulsado |
| --------------- | --------- | ---------------- | ---------------------- | ----------- | --------- | ------------ | ---------- | --------- |
| Cimarrones      | 1 - 1     | Leones Negros    | Héroe de Nacozari      | 9 de enero  | 19:05     | 847          | 4          | 0         |
| Atlético La Paz | 1 - 1     | Atlético Morelia | Guaycura               | 9 de enero  | 21:05     | 3 561        | 3          | 1         |
| Tlaxcala        | 1 - 0     | Cancún           | Tlahuicole             | 10 de enero | 19:05     | 2 036        | 5          | 3         |
| Tapatío         | 0 - 2     | Venados          | Akron                  | 10 de enero | 21:05     | 443          | 6          | 0         |
| Tepatitlán      | 2 - 0     | Dorados          | Gregorio "Tepa" Gómez  | 11 de enero | 19:05     | 1 331        | 3          | 0         |
| Zacatecas       | 3 - 0     | Correcaminos     | Carlos Vega Villalba   | 11 de enero | 21:05     | 1 533        | 1          | 0         |
| Atlante         | 2 - 1     | Celaya           | Ciudad de los Deportes | 14 de enero | 16:05     | 2 838        | 1          | 1         |
| DESCANSO:       | DESCANSO: | DESCANSO:        | Oaxaca                 | Oaxaca      | Oaxaca    | Oaxaca       | Oaxaca     | Oaxaca    |

| Jornada 2     | Jornada 2 | Jornada 2       | Jornada 2              | Jornada 2        | Jornada 2        | Jornada 2        | Jornada 2        | Jornada 2        |
| Local         | Resultado | Visitante       | Estadio                | Fecha            | Hora             | Espectadores     | Amonestado       | Expulsado        |
| ------------- | --------- | --------------- | ---------------------- | ---------------- | ---------------- | ---------------- | ---------------- | ---------------- |
| Cancún        | 3 - 0     | Oaxaca          | O. Andrés Quintana Roo | 16 de enero      | 18:05            | 2 071            | 2                | 0                |
| Celaya        | 4 - 2     | Atlético La Paz | Miguel Alemán Valdés   | 17 de enero      | 19:05            | 2 175            | 1                | 0                |
| Dorados       | 1 - 1     | Cimarrones      | Dorados                | 17 de enero      | 21:05            | 1 917            | 9                | 0                |
| Tepatitlán    | 0 - 5     | Venados         | Gregorio "Tepa" Gómez  | 18 de enero      | 19:05            | 1 393            | 5                | 0                |
| Zacatecas     | 0 - 4     | Tapatío         | Carlos Vega Villalba   | 18 de enero      | 21:05            | 2 631            | 6                | 0                |
| Leones Negros | 0 - 0     | Atlante         | Jalisco                | 21 de enero      | 17:05            | 3 114            | 5                | 0                |
| Correcaminos  | 1 - 1     | Tlaxcala        | Marte R. Gómez         | 1 de marzo       | 17:00            | 1 553            | 3                | 0                |
| DESCANSO:     | DESCANSO: | DESCANSO:       | Atlético Morelia       | Atlético Morelia | Atlético Morelia | Atlético Morelia | Atlético Morelia | Atlético Morelia |

| Jornada 3        | Jornada 3 | Jornada 3     | Jornada 3               | Jornada 3   | Jornada 3 | Jornada 3    | Jornada 3  | Jornada 3 |
| Local            | Resultado | Visitante     | Estadio                 | Fecha       | Hora      | Espectadores | Amonestado | Expulsado |
| ---------------- | --------- | ------------- | ----------------------- | ----------- | --------- | ------------ | ---------- | --------- |
| Oaxaca           | 2 - 2     | Cimarrones    | Tecnológico de Oaxaca   | 23 de enero | 19:05     | 2 346        | 4          | 0         |
| Atlético La Paz  | 2 - 0     | Tepatitlán    | Guaycura                | 23 de enero | 21:05     | 3 163        | 4          | 0         |
| Tlaxcala         | 0 - 1     | Dorados       | Tlahuicole              | 24 de enero | 19:05     | 2 114        | 8          | 0         |
| Venados          | 1 - 1     | Leones Negros | Carlos Iturralde Rivero | 24 de enero | 21:05     | 5 043        | 3          | 1         |
| Cancún           | 2 - 0     | Atlante       | O. Andrés Quintana Roo  | 25 de enero | 18:05     | 5 987        | 3          | 0         |
| Celaya           | 2 - 0     | Correcaminos  | Miguel Alemán Valdés    | 25 de enero | 21:05     | 2 657        | 3          | 1         |
| Atlético Morelia | 1 - 2     | Zacatecas     | Morelos                 | 28 de enero | 18:05     | 6 140        | 8          | 0         |
| DESCANSO:        | DESCANSO: | DESCANSO:     | Tapatío                 | Tapatío     | Tapatío   | Tapatío      | Tapatío    | Tapatío   |

| Jornada 4    | Jornada 4 | Jornada 4        | Jornada 4              | Jornada 4    | Jornada 4 | Jornada 4    | Jornada 4  | Jornada 4 |
| Local        | Resultado | Visitante        | Estadio                | Fecha        | Hora      | Espectadores | Amonestado | Expulsado |
| ------------ | --------- | ---------------- | ---------------------- | ------------ | --------- | ------------ | ---------- | --------- |
| Cimarrones   | 1 - 2     | Tlaxcala         | Héroe de Nacozari      | 30 de enero  | 21:05     | 1 248        | 7          | 1         |
| Atlante      | 1 - 2     | Oaxaca           | Ciudad de los Deportes | 31 de enero  | 17:05     | 1 319        | 5          | 0         |
| Dorados      | 2 - 3     | Venados          | Dorados                | 31 de enero  | 19:05     | 1 823        | 5          | 0         |
| Correcaminos | 3 - 1     | Cancún           | Marte R. Gómez         | 31 de enero  | 21:05     | 1 949        | 4          | 1         |
| Tapatío      | 0 - 2     | Atlético La Paz  | Akron                  | 1 de febrero | 19:05     | 564          | 6          | 1         |
| Zacatecas    | 0 - 1     | Leones Negros    | Carlos Vega Villalba   | 1 de febrero | 21:05     | 2 175        | 3          | 0         |
| Tepatitlán   | 2 - 1     | Atlético Morelia | Gregorio "Tepa" Gómez  | 4 de febrero | 16:05     | 3 215        | 2          | 0         |
| DESCANSO:    | DESCANSO: | DESCANSO:        | Celaya                 | Celaya       | Celaya    | Celaya       | Celaya     | Celaya    |

| Jornada 5        | Jornada 5 | Jornada 5    | Jornada 5               | Jornada 5    | Jornada 5  | Jornada 5    | Jornada 5  | Jornada 5  |
| Local            | Resultado | Visitante    | Estadio                 | Fecha        | Hora       | Espectadores | Amonestado | Expulsado  |
| ---------------- | --------- | ------------ | ----------------------- | ------------ | ---------- | ------------ | ---------- | ---------- |
| Venados          | 1 - 0     | Zacatecas    | Carlos Iturralde Rivero | 4 de febrero | 21:05      | 7 027        | 6          | 3          |
| Celaya           | 3 - 1     | Dorados      | Miguel Alemán Valdés    | 6 de febrero | 17:05      | 1 844        | 6          | 1          |
| Oaxaca           | 1 - 0     | Correcaminos | Tecnológico de Oaxaca   | 6 de febrero | 19:05      | 2 844        | 5          | 0          |
| Atlético La Paz  | 0 - 0     | Atlante      | Guaycura                | 7 de febrero | 19:05      | 5 153        | 5          | 2          |
| Cimarrones       | 1 - 2     | Tapatío      | Héroe de Nacozari       | 7 de febrero | 21:05      | 1 083        | 8          | 2          |
| Atlético Morelia | 3 - 1     | Tlaxcala     | Morelos                 | 8 de febrero | 19:05      | 10 720       | 10         | 1          |
| Leones Negros    | 2 - 0     | Cancún       | Jalisco                 | 9 de febrero | 17:05      | 1 557        | 5          | 1          |
| DESCANSO:        | DESCANSO: | DESCANSO:    | Tepatitlán              | Tepatitlán   | Tepatitlán | Tepatitlán   | Tepatitlán | Tepatitlán |

| Jornada 6  | Jornada 6 | Jornada 6        | Jornada 6              | Jornada 6     | Jornada 6 | Jornada 6    | Jornada 6  | Jornada 6 |
| Local      | Resultado | Visitante        | Estadio                | Fecha         | Hora      | Espectadores | Amonestado | Expulsado |
| ---------- | --------- | ---------------- | ---------------------- | ------------- | --------- | ------------ | ---------- | --------- |
| Cancún     | 1 - 1     | Celaya           | O. Andrés Quintana Roo | 13 de febrero | 19:05     | 3 416        | 8          | 1         |
| Dorados    | 3 - 0     | Correcaminos     | Dorados                | 13 de febrero | 21:05     | 1 891        | 1          | 0         |
| Oaxaca     | 0 - 3     | Leones Negros    | Tecnológico de Oaxaca  | 14 de febrero | 19:05     | 3 750        | 6          | 0         |
| Tepatitlán | 1 - 1     | Zacatecas        | Gregorio "Tepa" Gómez  | 15 de febrero | 21:05     | 1 846        | 4          | 0         |
| Tlaxcala   | 2 - 3     | Atlético La Paz  | Tlahuicole             | 16 de febrero | 19:05     | 1 810        | 5          | 1         |
| Tapatío    | 0 - 0     | Atlético Morelia | Akron                  | 17 de febrero | 17:05     | 753          | 6          | 0         |
| Atlante    | 2 - 0     | Cimarrones       | Ciudad de los Deportes | 18 de febrero | 12:00     | 2 288        | 2          | 0         |
| DESCANSO:  | DESCANSO: | DESCANSO:        | Venados                | Venados       | Venados   | Venados      | Venados    | Venados   |

| Jornada 7       | Jornada 7 | Jornada 7        | Jornada 7            | Jornada 7     | Jornada 7 | Jornada 7    | Jornada 7  | Jornada 7 |
| Local           | Resultado | Visitante        | Estadio              | Fecha         | Hora      | Espectadores | Amonestado | Expulsado |
| --------------- | --------- | ---------------- | -------------------- | ------------- | --------- | ------------ | ---------- | --------- |
| Zacatecas       | 0 - 2     | Cancún           | Carlos Vega Villalba | 20 de febrero | 19:05     | 1 757        | 4          | 0         |
| Correcaminos    | 3 - 1     | Atlético Morelia | Marte R. Gómez       | 20 de febrero | 21:05     | 1 860        | 5          | 0         |
| Tlaxcala        | 1 - 0     | Venados          | Tlahuicole           | 21 de febrero | 19:05     | 1 506        | 4          | 0         |
| Cimarrones      | 4 - 0     | Tepatitlán       | Héroe de Nacozari    | 21 de febrero | 21:05     | 993          | 3          | 0         |
| Leones Negros   | 1 - 0     | Tapatío          | Jalisco              | 22 de febrero | 19:05     | 4 873        | 3          | 0         |
| Atlético La Paz | 1 - 0     | Dorados          | Guaycura             | 22 de febrero | 21:05     | 4 640        | 2          | 0         |
| Celaya          | 2 - 0     | Oaxaca           | Miguel Alemán Valdés | 25 de febrero | 17:05     | 3 830        | 7          | 3         |
| DESCANSO:       | DESCANSO: | DESCANSO:        | Atlante              | Atlante       | Atlante   | Atlante      | Atlante    | Atlante   |

| Jornada 8        | Jornada 8 | Jornada 8       | Jornada 8               | Jornada 8     | Jornada 8 | Jornada 8    | Jornada 8  | Jornada 8 |
| Local            | Resultado | Visitante       | Estadio                 | Fecha         | Hora      | Espectadores | Amonestado | Expulsado |
| ---------------- | --------- | --------------- | ----------------------- | ------------- | --------- | ------------ | ---------- | --------- |
| Venados          | 1 - 0     | Atlante         | Carlos Iturralde Rivero | 27 de febrero | 19:05     | 4 878        | 2          | 0         |
| Leones Negros    | 1 - 1     | Correcaminos    | Jalisco                 | 27 de febrero | 21:05     | 2 135        | 4          | 0         |
| Oaxaca           | 1 - 1     | Zacatecas       | Tecnológico de Oaxaca   | 28 de febrero | 19:05     | 3 298        | 6          | 0         |
| Tepatitlán       | 0 - 2     | Celaya          | Gregorio "Tepa" Gómez   | 29 de febrero | 19:05     | 1 556        | 4          | 0         |
| Atlético Morelia | 0 - 1     | Cimarrones      | Morelos                 | 29 de febrero | 21:05     | 7 487        | 10         | 0         |
| Cancún           | 2 - 2     | Atlético La Paz | O. Andrés Quintana Roo  | 2 de marzo    | 17:05     | 4 840        | 5          | 0         |
| Dorados          | 1 - 3     | Tapatío         | Dorados                 | 5 de abril    | 21:05     | 2 523        | 9          | 1         |
| DESCANSO:        | DESCANSO: | DESCANSO:       | Tlaxcala                | Tlaxcala      | Tlaxcala  | Tlaxcala     | Tlaxcala   | Tlaxcala  |

| Jornada 9    | Jornada 9 | Jornada 9        | Jornada 9              | Jornada 9     | Jornada 9     | Jornada 9     | Jornada 9     | Jornada 9     |
| Local        | Resultado | Visitante        | Estadio                | Fecha         | Hora          | Espectadores  | Amonestado    | Expulsado     |
| ------------ | --------- | ---------------- | ---------------------- | ------------- | ------------- | ------------- | ------------- | ------------- |
| Atlante      | 2 - 0     | Tlaxcala         | Ciudad de los Deportes | 5 de marzo    | 19:05         | 1 647         | 5             | 0             |
| Celaya       | 0 - 2     | Venados          | Miguel Alemán Valdés   | 5 de marzo    | 21:05         | 3 422         | 8             | 1             |
| Correcaminos | 2 - 0     | Tepatitlán       | Marte R. Gómez         | 6 de marzo    | 19:05         | 2 521         | 2             | 0             |
| Dorados      | 2 - 1     | Atlético Morelia | Dorados                | 6 de marzo    | 21:05         | 1 933         | 5             | 0             |
| Zacatecas    | 3 - 0     | Atlético La Paz  | Carlos Vega Villalba   | 7 de marzo    | 19:05         | 1 598         | 3             | 0             |
| Tapatío      | 1 - 2     | Oaxaca           | Akron                  | 7 de marzo    | 21:05         | 243           | 3             | 0             |
| Cimarrones   | 2 - 4     | Cancún           | Héroe de Nacozari      | 10 de marzo   | 19:05         | 1 163         | 4             | 0             |
| DESCANSO:    | DESCANSO: | DESCANSO:        | Leones Negros          | Leones Negros | Leones Negros | Leones Negros | Leones Negros | Leones Negros |

| Jornada 10       | Jornada 10 | Jornada 10   | Jornada 10              | Jornada 10  | Jornada 10 | Jornada 10   | Jornada 10 | Jornada 10 |
| Local            | Resultado  | Visitante    | Estadio                 | Fecha       | Hora       | Espectadores | Amonestado | Expulsado  |
| ---------------- | ---------- | ------------ | ----------------------- | ----------- | ---------- | ------------ | ---------- | ---------- |
| Tlaxcala         | 0 - 3      | Tapatío      | Tlahuicole              | 12 de marzo | 19:05      | 2 114        | 6          | 2          |
| Venados          | 2 - 1      | Oaxaca       | Carlos Iturralde Rivero | 12 de marzo | 21:05      | 4 967        | 6          | 1          |
| Tepatitlán       | 1 - 2      | Atlante      | Gregorio "Tepa" Gómez   | 13 de marzo | 19:05      | 985          | 4          | 0          |
| Cimarrones       | 2 - 2      | Zacatecas    | Héroe de Nacozari       | 13 de marzo | 21:05      | 793          | 3          | 0          |
| Atlético Morelia | 0 - 1      | Cancún       | Morelos                 | 14 de marzo | 19:05      | 5 561        | 8          | 0          |
| Leones Negros    | 0 - 0      | Celaya       | Jalisco                 | 14 de marzo | 21:05      | 2 702        | 5          | 0          |
| Atlético La Paz  | 1 - 1      | Correcaminos | Guaycura                | 17 de marzo | 19:05      | 3 514        | 5          | 0          |
| DESCANSO:        | DESCANSO:  | DESCANSO:    | Dorados                 | Dorados     | Dorados    | Dorados      | Dorados    | Dorados    |

| Jornada 11 | Jornada 11 | Jornada 11       | Jornada 11              | Jornada 11      | Jornada 11      | Jornada 11      | Jornada 11      | Jornada 11      |
| Local      | Resultado  | Visitante        | Estadio                 | Fecha           | Hora            | Espectadores    | Amonestado      | Expulsado       |
| ---------- | ---------- | ---------------- | ----------------------- | --------------- | --------------- | --------------- | --------------- | --------------- |
| Cancún     | 2 - 0      | Tepatitlán       | O. Andrés Quintana Roo  | 19 de marzo     | 17:05           | 2 525           | 4               | 1               |
| Atlante    | 3 - 1      | Zacatecas        | Ciudad de los Deportes  | 19 de marzo     | 19:05           | 1 716           | 4               | 0               |
| Oaxaca     | 1 - 1      | Tlaxcala         | Tecnológico de Oaxaca   | 19 de marzo     | 21:05           | 2 706           | 4               | 1               |
| Tapatío    | 2 - 2      | Correcaminos     | Akron                   | 20 de marzo     | 17:05           | 194             | 7               | 0               |
| Venados    | 0 - 0      | Cimarrones       | Carlos Iturralde Rivero | 20 de marzo     | 19:05           | 5 036           | 3               | 0               |
| Dorados    | 1 - 2      | Leones Negros    | Corregidora             | 20 de marzo     | 21:05           | 0               | 3               | 0               |
| Celaya     | 1 - 2      | Atlético Morelia | Miguel Alemán Valdés    | 21 de marzo     | 19:05           | 3 584           | 5               | 0               |
| DESCANSO:  | DESCANSO:  | DESCANSO:        | Atlético La Paz         | Atlético La Paz | Atlético La Paz | Atlético La Paz | Atlético La Paz | Atlético La Paz |

| Jornada 12      | Jornada 12 | Jornada 12       | Jornada 12             | Jornada 12  | Jornada 12 | Jornada 12   | Jornada 12 | Jornada 12 |
| Local           | Resultado  | Visitante        | Estadio                | Fecha       | Hora       | Espectadores | Amonestado | Expulsado  |
| --------------- | ---------- | ---------------- | ---------------------- | ----------- | ---------- | ------------ | ---------- | ---------- |
| Atlético La Paz | 2 - 1      | Oaxaca           | Guaycura               | 22 de marzo | 19:05      | 2 305        | 3          | 1          |
| Tepatitlán      | 0 - 4      | Tapatío          | Gregorio "Tepa" Gómez  | 23 de marzo | 15:05      | 764          | 4          | 1          |
| Zacatecas       | 3 - 1      | Dorados          | Carlos Vega Villalba   | 23 de marzo | 17:05      | 1 886        | 4          | 0          |
| Correcaminos    | 2 - 1      | Venados          | Marte R. Gómez         | 23 de marzo | 19:05      | 2 331        | 4          | 1          |
| Tlaxcala        | 0 - 4      | Leones Negros    | Tlahuicole             | 23 de marzo | 21:05      | 1 854        | 2          | 1          |
| Atlante         | 0 - 0      | Atlético Morelia | Ciudad de los Deportes | 24 de marzo | 12:00      | 3 080        | 4          | 0          |
| Cimarrones      | 0 - 1      | Celaya           | Héroe de Nacozari      | 24 de marzo | 19:05      | 698          | 4          | 2          |
| DESCANSO:       | DESCANSO:  | DESCANSO:        | Cancún                 | Cancún      | Cancún     | Cancún       | Cancún     | Cancún     |

| Jornada 13       | Jornada 13 | Jornada 13      | Jornada 13             | Jornada 13  | Jornada 13 | Jornada 13   | Jornada 13 | Jornada 13 |
| Local            | Resultado  | Visitante       | Estadio                | Fecha       | Hora       | Espectadores | Amonestado | Expulsado  |
| ---------------- | ---------- | --------------- | ---------------------- | ----------- | ---------- | ------------ | ---------- | ---------- |
| Cancún           | 1 - 1      | Tapatío         | O. Andrés Quintana Roo | 26 de marzo | 19:05      | 5 503        | 0          | 0          |
| Oaxaca           | 1 - 0      | Tepatitlán      | Tecnológico de Oaxaca  | 26 de marzo | 21:05      | 4 125        | 2          | 0          |
| Leones Negros    | 2 - 4      | Atlético La Paz | Jalisco                | 27 de marzo | 19:05      | 3 374        | 4          | 0          |
| Correcaminos     | 0 - 2      | Cimarrones      | Marte R. Gómez         | 27 de marzo | 21:05      | 3 358        | 9          | 0          |
| Atlético Morelia | 3 - 4      | Venados         | Morelos                | 28 de marzo | 19:05      | 7 591        | 5          | 0          |
| Dorados          | 0 - 3      | Atlante         | Dorados                | 28 de marzo | 21:05      | 2 403        | 4          | 0          |
| Celaya           | 1 - 1      | Tlaxcala        | Miguel Alemán Valdés   | 29 de marzo | 18:00      | 3 298        | 3          | 0          |
| DESCANSO:        | DESCANSO:  | DESCANSO:       | Zacatecas              | Zacatecas   | Zacatecas  | Zacatecas    | Zacatecas  | Zacatecas  |

| Jornada 14       | Jornada 14 | Jornada 14      | Jornada 14              | Jornada 14   | Jornada 14   | Jornada 14   | Jornada 14   | Jornada 14   |
| Local            | Resultado  | Visitante       | Estadio                 | Fecha        | Hora         | Espectadores | Amonestado   | Expulsado    |
| ---------------- | ---------- | --------------- | ----------------------- | ------------ | ------------ | ------------ | ------------ | ------------ |
| Tapatío          | 0 - 0      | Atlante         | Akron                   | 2 de abril   | 17:05        | 968          | 3            | 0            |
| Cimarrones       | 2 - 1      | Atlético La Paz | Héroe de Nacozari       | 2 de abril   | 19:05        | 1 084        | 4            | 0            |
| Dorados          | 1 - 3      | Oaxaca          | Dorados                 | 2 de abril   | 21:05        | 2 473        | 7            | 0            |
| Zacatecas        | 2 - 2      | Celaya          | Carlos Vega Villalba    | 3 de abril   | 19:05        | 2 162        | 4            | 0            |
| Venados          | 2 - 0      | Cancún          | Carlos Iturralde Rivero | 3 de abril   | 21:05        | 6 565        | 5            | 0            |
| Atlético Morelia | 0 - 2      | Leones Negros   | Morelos                 | 4 de abril   | 19:05        | 6 174        | 8            | 0            |
| Tepatitlán       | 1 - 1      | Tlaxcala        | Gregorio "Tepa" Gómez   | 4 de abril   | 21:05        | 1 134        | 6            | 0            |
| DESCANSO:        | DESCANSO:  | DESCANSO:       | Correcaminos            | Correcaminos | Correcaminos | Correcaminos | Correcaminos | Correcaminos |

| Jornada 15      | Jornada 15 | Jornada 15       | Jornada 15             | Jornada 15  | Jornada 15 | Jornada 15   | Jornada 15 | Jornada 15 |
| Local           | Resultado  | Visitante        | Estadio                | Fecha       | Hora       | Espectadores | Amonestado | Expulsado  |
| --------------- | ---------- | ---------------- | ---------------------- | ----------- | ---------- | ------------ | ---------- | ---------- |
| Cancún          | 2 - 2      | Dorados          | O. Andrés Quintana Roo | 9 de abril  | 18:05      | 3 014        | 6          | 0          |
| Atlético La Paz | 0 - 1      | Venados          | Guaycura               | 9 de abril  | 21:05      | 2 926        | 1          | 0          |
| Tlaxcala        | 0 - 2      | Zacatecas        | Tlahuicole             | 10 de abril | 19:05      | 1 426        | 6          | 1          |
| Leones Negros   | 3 - 2      | Tepatitlán       | Jalisco                | 10 de abril | 21:05      | 2 114        | 4          | 0          |
| Atlante         | 4 - 0      | Correcaminos     | Ciudad de los Deportes | 11 de abril | 19:05      | 2 308        | 1          | 0          |
| Celaya          | 1 - 2      | Tapatío          | Miguel Alemán Valdés   | 11 de abril | 21:05      | 3 959        | 4          | 2          |
| Oaxaca          | 3 - 3      | Atlético Morelia | Tecnológico de Oaxaca  | 13 de abril | 17:05      | 5 674        | 4          | 0          |
| DESCANSO:       | DESCANSO:  | DESCANSO:        | Cimarrones             | Cimarrones  | Cimarrones | Cimarrones   | Cimarrones | Cimarrones |

## Tabla general
| Pos. | Equipo           | Pts. | PJ | G  | E | P  | GF | GC | Dif. | Clasificación                          |
| ---- | ---------------- | ---- | -- | -- | - | -- | -- | -- | ---- | -------------------------------------- |
| 1    | Venados          | 32   | 14 | 10 | 2 | 2  | 25 | 10 | +15  | Cuartos de final de la liguilla        |
| 2    | Leones Negros    | 29   | 14 | 8  | 5 | 1  | 23 | 10 | +13  | Cuartos de final de la liguilla        |
| 3    | Atlante (C)      | 25   | 14 | 7  | 4 | 3  | 19 | 8  | +11  | Cuartos de final de la liguilla        |
| 4    | Tapatío          | 22   | 14 | 6  | 4 | 4  | 22 | 13 | +9   | Cuartos de final de la liguilla        |
| 5    | Celaya           | 22   | 14 | 6  | 4 | 4  | 21 | 15 | +6   | Cuartos de final de la liguilla        |
| 6    | Cancún           | 22   | 14 | 6  | 4 | 4  | 21 | 16 | +5   | Cuartos de final de la liguilla        |
| 7    | Atlético La Paz  | 22   | 14 | 6  | 4 | 4  | 21 | 19 | +2   | Play-in para acceso a liguilla         |
| 8    | Zacatecas        | 19   | 14 | 5  | 4 | 5  | 20 | 19 | +1   | Play-in para acceso a liguilla         |
| 9    | Oaxaca           | 19   | 14 | 5  | 4 | 5  | 18 | 22 | −4   | Play-in para acceso a liguilla         |
| 10   | Cimarrones       | 17   | 14 | 4  | 5 | 5  | 19 | 18 | +1   | Play-in para acceso a liguilla         |
| 11   | Correcaminos     | 16   | 14 | 4  | 4 | 6  | 15 | 23 | −8   |                                        |
| 12   | Tlaxcala         | 13   | 14 | 3  | 4 | 7  | 11 | 23 | −12  | Último lugar en la tabla de cocientes. |
| 13   | Dorados          | 11   | 14 | 3  | 2 | 9  | 16 | 27 | −11  |                                        |
| 14   | Atlético Morelia | 10   | 14 | 2  | 4 | 8  | 16 | 23 | −7   |                                        |
| 15   | Tepatitlán       | 8    | 14 | 2  | 2 | 10 | 9  | 30 | −21  |                                        |

Actualizado a los partidos jugados el 13 de abril de 2024.
 Fuente: Liga Expansión MX
Criterios de clasificación: Puntos · Diferencia de goles · Goles a favor · Goles como visitante · Tabla de cocientes · Fair play ·  Play-off

## Play-in
|  | 17 de abril de 2024 | 17 de abril de 2024 | 17 de abril de 2024 |   |   | 20 de abril de 2024 | 20 de abril de 2024 | 20 de abril de 2024 |   |                 | Clasificados | Clasificados | Clasificados |
|  |                     |                     |                     |   |   |                     |                     |                     |   |                 |              |              |              |
|  | 7                   | Atlético La Paz     | 2                   |   |   |                     |                     |                     |   |                 |              |              |              |
|  | 8                   | Zacatecas           | 3                   |   |   |                     |                     |                     |   |                 | 8            | Zacatecas    | 7ºPO         |
|  |                     |                     |                     |   | 7 | Atlético La Paz     | 3                   |                     | 7 | Atlético La Paz | 8ºPO         |              |              |
|  |                     | 9                   | Oaxaca              | 2 |   |                     |                     |                     |   |                 |              |              |              |
|  | 9                   | Oaxaca (p.)         | 1 (6)               |   |   |                     |                     |                     |   |                 |              |              |              |
|  | 10                  | Cimarrones          | 1 (5)               |   |   |                     |                     |                     |   |                 |              |              |              |

### Serie A: Juego por el 7° puesto
| 17 de abril de 2024                 | Atlético La Paz                | 2:3 (0:3) | Zacatecas                           | Estadio Guaycura, La Paz, Baja California Sur                             |                                                                           |
| 21:05 (UTC-6)                       | L. Pérez 86' · U. Jaimes 90+2' | Reporte   | 11', 31' B. Figueroa · 25' A. Ávila | Asistencia: 4 950 espectadores Árbitro(s): Maximiliano Quintero Hernández | Asistencia: 4 950 espectadores Árbitro(s): Maximiliano Quintero Hernández |
| Zacatecas avanzó a Cuartos de final |                                |           |                                     |                                                                           |                                                                           |

### Serie B: El ganador avanza para jugar por el 8° puesto
| 17 de abril de 2023                         | Oaxaca                                                                    | 1:1 (0:0) (6:5 p.)         | Cimarrones                                                               | Estadio Tecnológico de Oaxaca, Oaxaca, Oaxaca                           |                                                                         |
| 19:00 (UTC-6)                               | J. Ochoa 70'                                                              | Reporte                    | 50' S. Manríquez                                                         | Asistencia: 4 974 espectadores Árbitro(s): Vicente Jassiel Reynoso Arce | Asistencia: 4 974 espectadores Árbitro(s): Vicente Jassiel Reynoso Arce |
|                                             |                                                                           | Tiros desde el punto penal |                                                                          |                                                                         |                                                                         |
|                                             | O. Ballesteros · A. López · J. Gómez · J. Esqueda · R. Torres · B. García |                            | E. Monreal · D. López · F. Acuña · B. Navarro · J. Peralta · D. Cisneros |                                                                         |                                                                         |
| Alebrijes de Oaxaca jugara por el 8° puesto |                                                                           |                            |                                                                          |                                                                         |                                                                         |

### Juego por el 8° puesto
| 20 de abril de 2024                       | Atlético La Paz                       | 3:2 (0:2) | Oaxaca                       | Estadio Guaycura, La Paz, Baja California Sur                         |                                                                       |
| 21:00 (UTC-6)                             | M. Benítez 61' · U. Jaimes 65', 90+3' | Reporte   | 29' J. Gómez · 40' J. Franco | Asistencia: 3 852 espectadores Árbitro(s): Iván Antonio López Sánchez | Asistencia: 3 852 espectadores Árbitro(s): Iván Antonio López Sánchez |
| Atlético La Paz avanzó a Cuartos de final |                                       |           |                              |                                                                       |                                                                       |

## Liguilla
|  | Cuartos de final                                                 | Cuartos de final                                                 | Cuartos de final                                                 | Cuartos de final                                                 | Cuartos de final                                                 |   |   | Semifinales                                        | Semifinales                                        | Semifinales                                        | Semifinales                                        | Semifinales                                        |  |   | Final                                               | Final                                               | Final                                               | Final                                               | Final                                               |  |
|  | 24 y 25 de abril de 2024 (ida) 27 y 28 de abril de 2024 (vuelta) | 24 y 25 de abril de 2024 (ida) 27 y 28 de abril de 2024 (vuelta) | 24 y 25 de abril de 2024 (ida) 27 y 28 de abril de 2024 (vuelta) | 24 y 25 de abril de 2024 (ida) 27 y 28 de abril de 2024 (vuelta) | 24 y 25 de abril de 2024 (ida) 27 y 28 de abril de 2024 (vuelta) |   |   | 2 de mayo de 2024 (ida) 5 de mayo de 2024 (vuelta) | 2 de mayo de 2024 (ida) 5 de mayo de 2024 (vuelta) | 2 de mayo de 2024 (ida) 5 de mayo de 2024 (vuelta) | 2 de mayo de 2024 (ida) 5 de mayo de 2024 (vuelta) | 2 de mayo de 2024 (ida) 5 de mayo de 2024 (vuelta) |  |   | 8 de mayo de 2024 (ida) 12 de mayo de 2024 (vuelta) | 8 de mayo de 2024 (ida) 12 de mayo de 2024 (vuelta) | 8 de mayo de 2024 (ida) 12 de mayo de 2024 (vuelta) | 8 de mayo de 2024 (ida) 12 de mayo de 2024 (vuelta) | 8 de mayo de 2024 (ida) 12 de mayo de 2024 (vuelta) |  |
|  |                                                                  |                                                                  |                                                                  |                                                                  |                                                                  |   |   |                                                    |                                                    |                                                    |                                                    |                                                    |  |   |                                                     |                                                     |                                                     |                                                     |                                                     |  |
|  |                                                                  |                                                                  |                                                                  |                                                                  |                                                                  |   |   |                                                    |                                                    |                                                    |                                                    |                                                    |  |   |                                                     |                                                     |                                                     |                                                     |                                                     |  |
|  | 2                                                                | Leones Negros                                                    | 0                                                                | 3                                                                | 3                                                                |   |   |                                                    |                                                    |                                                    |                                                    |                                                    |  |   |                                                     |                                                     |                                                     |                                                     |                                                     |  |
|  | 2                                                                | Leones Negros                                                    | 0                                                                | 3                                                                | 3                                                                |   |   |                                                    |                                                    |                                                    |                                                    |                                                    |  |   |                                                     |                                                     |                                                     |                                                     |                                                     |  |
|  | 8                                                                | Zacatecas                                                        | 0                                                                | 0                                                                | 0                                                                |   |   |                                                    |                                                    |                                                    |                                                    |                                                    |  |   |                                                     |                                                     |                                                     |                                                     |                                                     |  |
|  | 8                                                                | Zacatecas                                                        | 0                                                                | 0                                                                | 0                                                                |   | 2 | Leones Negros                                      | 1                                                  | 3                                                  | 4                                                  |                                                    |  |   |                                                     |                                                     |                                                     |                                                     |                                                     |  |
|  |                                                                  |                                                                  |                                                                  |                                                                  |                                                                  |   | 2 | Leones Negros                                      | 1                                                  | 3                                                  | 4                                                  |                                                    |  |   |                                                     |                                                     |                                                     |                                                     |                                                     |  |
|  |                                                                  |                                                                  | 7                                                                | Atlético La Paz                                                  | 1                                                                | 1 | 2 |                                                    |                                                    |                                                    |                                                    |                                                    |  |   |                                                     |                                                     |                                                     |                                                     |                                                     |  |
|  | 1                                                                | Venados                                                          | 7                                                                | Atlético La Paz                                                  | 1                                                                | 1 | 2 | 1                                                  | 3                                                  | 3                                                  |                                                    |                                                    |  |   |                                                     |                                                     |                                                     |                                                     |                                                     |  |
|  | 1                                                                | Venados                                                          |                                                                  |                                                                  |                                                                  |   |   |                                                    |                                                    | 3                                                  |                                                    |                                                    |  |   |                                                     |                                                     |                                                     |                                                     |                                                     |  |
|  | 7                                                                | Atlético La Paz                                                  | 3                                                                | 3                                                                | 6                                                                |   |   |                                                    |                                                    |                                                    |                                                    |                                                    |  |   |                                                     |                                                     |                                                     |                                                     |                                                     |  |
|  | 7                                                                | Atlético La Paz                                                  | 3                                                                | 3                                                                | 6                                                                |   |   |                                                    |                                                    |                                                    |                                                    |                                                    |  | 2 | Leones Negros                                       | 0                                                   | 1                                                   | 1                                                   |                                                     |  |
|  |                                                                  |                                                                  |                                                                  |                                                                  |                                                                  |   |   |                                                    |                                                    |                                                    |                                                    |                                                    |  | 2 | Leones Negros                                       | 0                                                   | 1                                                   | 1                                                   |                                                     |  |
|  |                                                                  |                                                                  | 3                                                                | Atlante                                                          | 2                                                                | 2 | 4 |                                                    |                                                    |                                                    |                                                    |                                                    |  |   |                                                     |                                                     |                                                     |                                                     |                                                     |  |
|  | 3                                                                | Atlante                                                          | 3                                                                | Atlante                                                          | 2                                                                | 2 | 4 | 1                                                  | 2                                                  | 3                                                  |                                                    |                                                    |  |   |                                                     |                                                     |                                                     |                                                     |                                                     |  |
|  | 3                                                                | Atlante                                                          |                                                                  |                                                                  |                                                                  |   |   |                                                    |                                                    | 3                                                  |                                                    |                                                    |  |   |                                                     |                                                     |                                                     |                                                     |                                                     |  |
|  | 6                                                                | Cancún                                                           | 0                                                                | 1                                                                | 1                                                                |   |   |                                                    |                                                    |                                                    |                                                    |                                                    |  |   |                                                     |                                                     |                                                     |                                                     |                                                     |  |
|  | 6                                                                | Cancún                                                           | 0                                                                | 1                                                                | 1                                                                |   | 3 | Atlante                                            | 3                                                  | 5                                                  | 8                                                  |                                                    |  |   |                                                     |                                                     |                                                     |                                                     |                                                     |  |
|  |                                                                  |                                                                  |                                                                  |                                                                  |                                                                  |   | 3 | Atlante                                            | 3                                                  | 5                                                  | 8                                                  |                                                    |  |   |                                                     |                                                     |                                                     |                                                     |                                                     |  |
|  |                                                                  |                                                                  | 4                                                                | Tapatío                                                          | 0                                                                | 1 | 1 |                                                    |                                                    |                                                    |                                                    |                                                    |  |   |                                                     |                                                     |                                                     |                                                     |                                                     |  |
|  | 4                                                                | Tapatío                                                          | 4                                                                | Tapatío                                                          | 0                                                                | 1 | 1 | 3                                                  | 2                                                  | 5                                                  |                                                    |                                                    |  |   |                                                     |                                                     |                                                     |                                                     |                                                     |  |
|  | 4                                                                | Tapatío                                                          |                                                                  |                                                                  |                                                                  |   |   |                                                    |                                                    | 5                                                  |                                                    |                                                    |  |   |                                                     |                                                     |                                                     |                                                     |                                                     |  |
|  | 5                                                                | Celaya                                                           | 4                                                                | 0                                                                | 4                                                                |   |   |                                                    |                                                    |                                                    |                                                    |                                                    |  |   |                                                     |                                                     |                                                     |                                                     |                                                     |  |
|  | 5                                                                | Celaya                                                           | 4                                                                | 0                                                                | 4                                                                |   |   |                                                    |                                                    |                                                    |                                                    |                                                    |  |   |                                                     |                                                     |                                                     |                                                     |                                                     |  |
|  |                                                                  |                                                                  |                                                                  |                                                                  |                                                                  |   |   |                                                    |                                                    |                                                    |                                                    |                                                    |  |   |                                                     |                                                     |                                                     |                                                     |                                                     |  |

- Campeón clasifica al  Campeón de Campeones 2023-24

(*) Avanza por su posición en la tabla

### Cuartos de final
| 24 de abril de 2024 | Atlético La Paz                     | 3:1 (1:0) | Venados             | Estadio Guaycura, La Paz, Baja California Sur                      |                                                                    |
| 21:05 (UTC-6)       | U. Jaimes 35', 68' · J. Parra 90+3' | Reporte   | 90+11' L. Nequecaur | Asistencia: 5 160 espectadores Árbitro(s): Yonatan Peinado Aguirre | Asistencia: 5 160 espectadores Árbitro(s): Yonatan Peinado Aguirre |

| 27 de abril de 2024                  | Venados                      | 2:3 (1:1) (Global 3:6) | Atlético La Paz                               | Estadio Carlos Iturralde Rivero, Mérida, Yucatán                     |                                                                      |
| 17:00 (UTC-6)                        | M. Trejo 26' · W. Guzmán 52' | Reporte                | 5' U. Jaimes · 61' H. Sandoval · 83' M. Palma | Asistencia: 8 177 espectadores Árbitro(s): Salvador Pérez Villalobos | Asistencia: 8 177 espectadores Árbitro(s): Salvador Pérez Villalobos |
| Atlético La Paz avanzó a semifinales |                              |                        |                                               |                                                                      |                                                                      |

| 25 de abril de 2024 | Zacatecas | 0:0     | Leones Negros | Carlos Vega Villalba, Zacatecas, Zacatecas                        |                                                                   |
| 21:05 (UTC-6)       |           | Reporte |               | Asistencia: 8 030 espectadores Árbitro(s): Aldo Ballesteros Barba | Asistencia: 8 030 espectadores Árbitro(s): Aldo Ballesteros Barba |

| 28 de abril de 2024                | Leones Negros                                    | 3:0 (0:0) (Global 3:0) | Zacatecas | Estadio Jalisco, Guadalajara, Jalisco                                          |                                                                                |
| 19:05 (UTC-6)                      | E. Rivera 61' · A. Ledesma 63' · E. Torres 90+3' | Reporte                |           | Asistencia: 5 892 espectadores Árbitro(s): Abraham De Jesús Quitarte Contreras | Asistencia: 5 892 espectadores Árbitro(s): Abraham De Jesús Quitarte Contreras |
| Leones Negros avanzó a semifinales |                                                  |                        |           |                                                                                |                                                                                |

| 25 de abril de 2024 | Cancún | 0:1 (0:0) | Atlante      | Estadio Olímpico Andrés Quintana Roo, Cancún, Quintana Roo       |                                                                  |
| 19:05 (UTC-6)       |        | Reporte   | 48' R. Durán | Asistencia: 9 049 espectadores Árbitro(s): Martín Molina Astorga | Asistencia: 9 049 espectadores Árbitro(s): Martín Molina Astorga |

| 28 de abril de 2024          | Atlante                            | 2:1 (1:0) (Global 3:1) | Cancún             | Ciudad de los Deportes, Ciudad de México                                  |                                                                           |
| 17:00 (UTC-6)                | R. González 40' · H. Hernández 51' | Reporte                | 90+3' J. Rodríguez | Asistencia: 5 910 espectadores Árbitro(s): Maximiliano Quintero Hernández | Asistencia: 5 910 espectadores Árbitro(s): Maximiliano Quintero Hernández |
| Atlante avanzó a semifinales |                                    |                        |                    |                                                                           |                                                                           |

| 24 de abril de 2024 | Celaya                                                  | 4:3 (0:2) | Tapatío                                              | Estadio Miguel Alemán Valdés, Celaya, Guanajuato                            |                                                                             |
| 19:00 (UTC-6)       | B. Mendoza 62', 70' · M. Rodríguez 90+3' · A. Wlk 90+8' | Reporte   | 18' U. García · 45+2' H. Camberos · 59' A. Organista | Asistencia: 5 179 espectadores Árbitro(s): Joaquín Alberto Vizcarra Armenta | Asistencia: 5 179 espectadores Árbitro(s): Joaquín Alberto Vizcarra Armenta |

| 27 de abril de 2024          | Tapatío                       | 2:0 (0:0) (Global 5:4) | Celaya | Estadio Akron, Zapopan, Jalisco                                        |                                                                        |
| 19:00 (UTC-6)                | L. Rey 85' · B. Sánchez 90+2' | Reporte                |        | Asistencia: 746 espectadores Árbitro(s): Luis Alfredo García Rodríguez | Asistencia: 746 espectadores Árbitro(s): Luis Alfredo García Rodríguez |
| Tapatío avanzó a semifinales |                               |                        |        |                                                                        |                                                                        |

### Semifinales
| 2 de mayo de 2024 | Atlético La Paz | 1:1 (0:0) | Leones Negros | Estadio Guaycura, La Paz, Baja California Sur                            |                                                                          |
| 19:30 (UTC-6)     | R. Salas 89'    | Reporte   | 36' E. Torres | Asistencia: 5 153 espectadores Árbitro(s): Luis Alfredo García Rodríguez | Asistencia: 5 153 espectadores Árbitro(s): Luis Alfredo García Rodríguez |

| 5 de mayo de 2024               | Leones Negros                      | 3:1 (0:0) (Global 4:2) | Atlético La Paz | Estadio Jalisco, Guadalajara, Jalisco                             |                                                                   |
| 18:06 (UTC-6)                   | E. Rivera 48', 49' · E. Torres 65' | Reporte                | 88' H. Torres   | Asistencia: 10 221 espectadores Árbitro(s): Martín Molina Astorga | Asistencia: 10 221 espectadores Árbitro(s): Martín Molina Astorga |
| Leones Negros avanzó a la final |                                    |                        |                 |                                                                   |                                                                   |

| 2 de mayo de 2024 | Tapatío | 0:3 (0:0) | Atlante                                          | Estadio Akron, Zapopan, Jalisco                                             |                                                                             |
| 17:30 (UTC-6)     |         | Reporte   | 41' R. González · 53' C. Bermúdez · 73' R. Durán | Asistencia: 1 118 espectadores Árbitro(s): Joaquín Alberto Vizcarra Armenta | Asistencia: 1 118 espectadores Árbitro(s): Joaquín Alberto Vizcarra Armenta |

| 5 de mayo de 2024         | Atlante                                                 | 5:1 (1:1) (Global 8:1) | Tapatío          | Ciudad de los Deportes, Ciudad de México                             |                                                                      |
| 16:00 (UTC-6)             | R. González 35' · R. Durán 46', 51', 88' · D. Lajud 81' | Reporte                | 45' A. Organista | Asistencia: 6 892 espectadores Árbitro(s): Salvador Pérez Villalobos | Asistencia: 6 892 espectadores Árbitro(s): Salvador Pérez Villalobos |
| Atlante avanzó a la final |                                                         |                        |                  |                                                                      |                                                                      |

### Final
| 8 de mayo de 2024 | Atlante                         | 2:0 (0:0) | Leones Negros | Ciudad de los Deportes, Ciudad de México                                    |                                                                             |
| 19:00 (UTC-6)     | R. Durán 72' · E. Partida 90+4' | Reporte   |               | Asistencia: 9 467 espectadores Árbitro(s): Joaquín Alberto Vizcarra Armenta | Asistencia: 9 467 espectadores Árbitro(s): Joaquín Alberto Vizcarra Armenta |

| 12 de mayo de 2024                       | Leones Negros  | 1:2 (1:1) (Global 1:4) | Atlante                        | Estadio Jalisco, Guadalajara, Jalisco                                     |                                                                           |
| 17:00 (UTC-6)                            | M. Vallejo 25' | Reporte                | 43' R. Durán · 74' R. González | Asistencia: 34 783 espectadores Árbitro(s): Luis Alfredo García Rodríguez | Asistencia: 34 783 espectadores Árbitro(s): Luis Alfredo García Rodríguez |
| Atlante campeón del Torneo Clausura 2024 |                |                        |                                |                                                                           |                                                                           |

#### Final - Ida
| 1     | Guardameta     | Humberto Hernández |     |
| 2     | Defensa        | Francisco Reyes    |     |
| 3     | Defensa        | Diego Cruz         |     |
| 4     | Defensa        | Carlos Villanueva  |     |
| 27    | Defensa        | Armando Escobar    | 67' |
| 8     | Centrocampista | Ronaldo González   | 82' |
| 13    | Centrocampista | Maximiliano García |     |
| 14    | Centrocampista | Rolando González   | 67' |
| 18    | Centrocampista | Christian Bermúdez |     |
| 34    | Centrocampista | Edgar Jiménez      | 67' |
| 9     | Delantero      | Rafael Durán       | 82' |
| D. T. | D. T.          | Daniel Alcántar    |     |

| 1     | Guardameta     | Jorge Hernández   |     |
| 2     | Defensa        | Jonathan Sánchez  |     |
| 3     | Defensa        | Jorge Padilla     |     |
| 4     | Defensa        | Arturo Ledesma    |     |
| 5     | Defensa        | Ulises Torres     | 90' |
| 81    | Defensa        | Bryan Flores      | 78' |
| 9     | Centrocampista | Edson Torres      |     |
| 10    | Centrocampista | Jesús Henestrosa  | 78' |
| 26    | Centrocampista | Jahaziel Marchand |     |
| 7     | Delantero      | Edson Rivera      | 45' |
| 8     | Delantero      | Carlos Fierro     |     |
| D. T. | D. T.          | Alfonso Sosa      |     |

| 11 | Centrocampista | Daniel Lajud   | 67' |
| 28 | Defensa        | Edson Partida  | 67' |
| 7  | Centrocampista | Elbis          | 67' |
| 22 | Delantero      | Arturo Sánchez | 82' |
| 16 | Centrocampista | Deivoon Magaña | 82' |

| 11 | Centrocampista | Miguel Vallejo    | 45' |
| 24 | Centrocampista | Gael Sandoval     | 78' |
| 15 | Centrocampista | Alejandro Carreón | 78' |
| 16 | Defensa        | Jairo González    | 90' |

| 72' · 90+4' | Rafael Durán Edson Partida | 1:0 2:0 |

| 48' · 68' | Armando Escobar Francisco Reyes |

| 18' · 71' | Bryan Flores Miguel Vallejo |

| Principal  | Joaquín Alberto Vizcarra Armenta  |
| Asistentes | Daniel Gabriel Martínez Mendez    |
|            | Pedro Humberto González Villareal |
| Cuarto     | Aldo Ballesteros Barba            |

|  |                    |     |     |
|  | Tiros              | 13  | 5   |
|  | Tiros a puerta     | 7   | 2   |
|  | Faltas             | 10  | 5   |
|  | Saques de esquina  | 11  | 0   |
|  | Penaltis           | 0   | 0   |
|  | Fueras de juego    | 3   | 2   |
|  | Posesión del balón | 63% | 37% |

| 1     | Guardameta     | Humberto Hernández |     |
| 2     | Defensa        | Francisco Reyes    |     |
| 3     | Defensa        | Diego Cruz         |     |
| 4     | Defensa        | Carlos Villanueva  |     |
| 27    | Defensa        | Armando Escobar    | 67' |
| 8     | Centrocampista | Ronaldo González   | 82' |
| 13    | Centrocampista | Maximiliano García |     |
| 14    | Centrocampista | Rolando González   | 67' |
| 18    | Centrocampista | Christian Bermúdez |     |
| 34    | Centrocampista | Edgar Jiménez      | 67' |
| 9     | Delantero      | Rafael Durán       | 82' |
| D. T. | D. T.          | Daniel Alcántar    |     |

| 1     | Guardameta     | Jorge Hernández   |     |
| 2     | Defensa        | Jonathan Sánchez  |     |
| 3     | Defensa        | Jorge Padilla     |     |
| 4     | Defensa        | Arturo Ledesma    |     |
| 5     | Defensa        | Ulises Torres     | 90' |
| 81    | Defensa        | Bryan Flores      | 78' |
| 9     | Centrocampista | Edson Torres      |     |
| 10    | Centrocampista | Jesús Henestrosa  | 78' |
| 26    | Centrocampista | Jahaziel Marchand |     |
| 7     | Delantero      | Edson Rivera      | 45' |
| 8     | Delantero      | Carlos Fierro     |     |
| D. T. | D. T.          | Alfonso Sosa      |     |

| 11 | Centrocampista | Daniel Lajud   | 67' |
| 28 | Defensa        | Edson Partida  | 67' |
| 7  | Centrocampista | Elbis          | 67' |
| 22 | Delantero      | Arturo Sánchez | 82' |
| 16 | Centrocampista | Deivoon Magaña | 82' |

| 11 | Centrocampista | Miguel Vallejo    | 45' |
| 24 | Centrocampista | Gael Sandoval     | 78' |
| 15 | Centrocampista | Alejandro Carreón | 78' |
| 16 | Defensa        | Jairo González    | 90' |

| 72' · 90+4' | Rafael Durán Edson Partida | 1:0 2:0 |

| 48' · 68' | Armando Escobar Francisco Reyes |

| 18' · 71' | Bryan Flores Miguel Vallejo |

| Principal  | Joaquín Alberto Vizcarra Armenta  |
| Asistentes | Daniel Gabriel Martínez Mendez    |
|            | Pedro Humberto González Villareal |
| Cuarto     | Aldo Ballesteros Barba            |

|  |                    |     |     |
|  | Tiros              | 13  | 5   |
|  | Tiros a puerta     | 7   | 2   |
|  | Faltas             | 10  | 5   |
|  | Saques de esquina  | 11  | 0   |
|  | Penaltis           | 0   | 0   |
|  | Fueras de juego    | 3   | 2   |
|  | Posesión del balón | 63% | 37% |

| 1     | Guardameta     | Humberto Hernández |     |
| 2     | Defensa        | Francisco Reyes    |     |
| 3     | Defensa        | Diego Cruz         |     |
| 4     | Defensa        | Carlos Villanueva  |     |
| 27    | Defensa        | Armando Escobar    | 67' |
| 8     | Centrocampista | Ronaldo González   | 82' |
| 13    | Centrocampista | Maximiliano García |     |
| 14    | Centrocampista | Rolando González   | 67' |
| 18    | Centrocampista | Christian Bermúdez |     |
| 34    | Centrocampista | Edgar Jiménez      | 67' |
| 9     | Delantero      | Rafael Durán       | 82' |
| D. T. | D. T.          | Daniel Alcántar    |     |

| 1     | Guardameta     | Jorge Hernández   |     |
| 2     | Defensa        | Jonathan Sánchez  |     |
| 3     | Defensa        | Jorge Padilla     |     |
| 4     | Defensa        | Arturo Ledesma    |     |
| 5     | Defensa        | Ulises Torres     | 90' |
| 81    | Defensa        | Bryan Flores      | 78' |
| 9     | Centrocampista | Edson Torres      |     |
| 10    | Centrocampista | Jesús Henestrosa  | 78' |
| 26    | Centrocampista | Jahaziel Marchand |     |
| 7     | Delantero      | Edson Rivera      | 45' |
| 8     | Delantero      | Carlos Fierro     |     |
| D. T. | D. T.          | Alfonso Sosa      |     |

| 11 | Centrocampista | Daniel Lajud   | 67' |
| 28 | Defensa        | Edson Partida  | 67' |
| 7  | Centrocampista | Elbis          | 67' |
| 22 | Delantero      | Arturo Sánchez | 82' |
| 16 | Centrocampista | Deivoon Magaña | 82' |

| 11 | Centrocampista | Miguel Vallejo    | 45' |
| 24 | Centrocampista | Gael Sandoval     | 78' |
| 15 | Centrocampista | Alejandro Carreón | 78' |
| 16 | Defensa        | Jairo González    | 90' |

| 72' · 90+4' | Rafael Durán Edson Partida | 1:0 2:0 |

| 48' · 68' | Armando Escobar Francisco Reyes |

| 18' · 71' | Bryan Flores Miguel Vallejo |

| Principal  | Joaquín Alberto Vizcarra Armenta  |
| Asistentes | Daniel Gabriel Martínez Mendez    |
|            | Pedro Humberto González Villareal |
| Cuarto     | Aldo Ballesteros Barba            |

|  |                    |     |     |
|  | Tiros              | 13  | 5   |
|  | Tiros a puerta     | 7   | 2   |
|  | Faltas             | 10  | 5   |
|  | Saques de esquina  | 11  | 0   |
|  | Penaltis           | 0   | 0   |
|  | Fueras de juego    | 3   | 2   |
|  | Posesión del balón | 63% | 37% |

| 1     | Guardameta     | Humberto Hernández |     |
| 2     | Defensa        | Francisco Reyes    |     |
| 3     | Defensa        | Diego Cruz         |     |
| 4     | Defensa        | Carlos Villanueva  |     |
| 27    | Defensa        | Armando Escobar    | 67' |
| 8     | Centrocampista | Ronaldo González   | 82' |
| 13    | Centrocampista | Maximiliano García |     |
| 14    | Centrocampista | Rolando González   | 67' |
| 18    | Centrocampista | Christian Bermúdez |     |
| 34    | Centrocampista | Edgar Jiménez      | 67' |
| 9     | Delantero      | Rafael Durán       | 82' |
| D. T. | D. T.          | Daniel Alcántar    |     |

| 1     | Guardameta     | Jorge Hernández   |     |
| 2     | Defensa        | Jonathan Sánchez  |     |
| 3     | Defensa        | Jorge Padilla     |     |
| 4     | Defensa        | Arturo Ledesma    |     |
| 5     | Defensa        | Ulises Torres     | 90' |
| 81    | Defensa        | Bryan Flores      | 78' |
| 9     | Centrocampista | Edson Torres      |     |
| 10    | Centrocampista | Jesús Henestrosa  | 78' |
| 26    | Centrocampista | Jahaziel Marchand |     |
| 7     | Delantero      | Edson Rivera      | 45' |
| 8     | Delantero      | Carlos Fierro     |     |
| D. T. | D. T.          | Alfonso Sosa      |     |

| 11 | Centrocampista | Daniel Lajud   | 67' |
| 28 | Defensa        | Edson Partida  | 67' |
| 7  | Centrocampista | Elbis          | 67' |
| 22 | Delantero      | Arturo Sánchez | 82' |
| 16 | Centrocampista | Deivoon Magaña | 82' |

| 11 | Centrocampista | Miguel Vallejo    | 45' |
| 24 | Centrocampista | Gael Sandoval     | 78' |
| 15 | Centrocampista | Alejandro Carreón | 78' |
| 16 | Defensa        | Jairo González    | 90' |

| 72' · 90+4' | Rafael Durán Edson Partida | 1:0 2:0 |

| 48' · 68' | Armando Escobar Francisco Reyes |

| 18' · 71' | Bryan Flores Miguel Vallejo |

| Principal  | Joaquín Alberto Vizcarra Armenta  |
| Asistentes | Daniel Gabriel Martínez Mendez    |
|            | Pedro Humberto González Villareal |
| Cuarto     | Aldo Ballesteros Barba            |

|  |                    |     |     |
|  | Tiros              | 13  | 5   |
|  | Tiros a puerta     | 7   | 2   |
|  | Faltas             | 10  | 5   |
|  | Saques de esquina  | 11  | 0   |
|  | Penaltis           | 0   | 0   |
|  | Fueras de juego    | 3   | 2   |
|  | Posesión del balón | 63% | 37% |

#### Final - Vuelta
| 1     | Guardameta     | Jorge Hernández   |     |
| 2     | Defensa        | Jonathan Sánchez  |     |
| 4     | Defensa        | Arturo Ledesma    |     |
| 5     | Defensa        | Ulises Torres     |     |
| 81    | Defensa        | Bryan Flores      |     |
| 9     | Centrocampista | Edson Torres      |     |
| 10    | Centrocampista | Jesús Henestrosa  | 65' |
| 11    | Centrocampista | Miguel Vallejo    | 65' |
| 26    | Centrocampista | Jahaziel Marchand | 45' |
| 7     | Delantero      | Edson Rivera      | 65' |
| 8     | Delantero      | Carlos Fierro     |     |
| D. T. | D. T.          | Alfonso Sosa      |     |

| 20    | Guardameta     | Humberto Hernández |     |
| 2     | Defensa        | Francisco Reyes    | 83' |
| 3     | Defensa        | Diego Cruz         |     |
| 4     | Defensa        | Carlos Villanueva  |     |
| 27    | Defensa        | Armando Escobar    |     |
| 8     | Centrocampista | Ronaldo González   | 83' |
| 13    | Centrocampista | Maximiliano García |     |
| 14    | Centrocampista | Rolando González   |     |
| 18    | Centrocampista | Christian Bermúdez | 71' |
| 34    | Centrocampista | Edgar Jiménez      | 83' |
| 9     | Delantero      | Rafael Durán       | 71' |
| D. T. | D. T.          | Daniel Alcántar    |     |

| 3  | Defensa        | Jorge Padilla     | 45' |
| 22 | Delantero      | Juan Machado      | 65' |
| 24 | Centrocampista | Gael Sandoval     | 65' |
| 15 | Centrocampista | Alejandro Carreón | 65' |

| 22 | Delantero      | Arturo Sánchez | 71' |
| 11 | Centrocampista | Daniel Lajud   | 71' |
| 16 | Centrocampista | Deivoon Magaña | 83' |
| 28 | Defensa        | Elbis          | 83' |
| 7  | Centrocampista | Edson Partida  | 83' |

| 25' · | Miguel Vallejo | 1:0 |

| 43' · 74' | Rafael Durán Ronaldo González | 1:1 1:2 |

| 21' · 45+1' | Miguel Vallejo Edson Torres |

| 21' · 36' · 45+1' | Ronaldo González Francisco Reyes Maximiliano García |

| Principal  | Luis Alfredo García Rodríguez        |
| Asistentes | Jaime Adrián Villasana Carrasco      |
|            | Francisco Javier González De La Mora |
| Cuarto     | Yonathan Peinado Aguirre             |

|  |                    |     |     |
|  | Tiros              | 5   | 10  |
|  | Tiros a puerta     | 3   | 4   |
|  | Faltas             | 7   | 22  |
|  | Saques de esquina  | 3   | 2   |
|  | Penaltis           | 0   | 0   |
|  | Fueras de juego    | 3   | 1   |
|  | Posesión del balón | 67% | 33% |

| 1     | Guardameta     | Jorge Hernández   |     |
| 2     | Defensa        | Jonathan Sánchez  |     |
| 4     | Defensa        | Arturo Ledesma    |     |
| 5     | Defensa        | Ulises Torres     |     |
| 81    | Defensa        | Bryan Flores      |     |
| 9     | Centrocampista | Edson Torres      |     |
| 10    | Centrocampista | Jesús Henestrosa  | 65' |
| 11    | Centrocampista | Miguel Vallejo    | 65' |
| 26    | Centrocampista | Jahaziel Marchand | 45' |
| 7     | Delantero      | Edson Rivera      | 65' |
| 8     | Delantero      | Carlos Fierro     |     |
| D. T. | D. T.          | Alfonso Sosa      |     |

| 20    | Guardameta     | Humberto Hernández |     |
| 2     | Defensa        | Francisco Reyes    | 83' |
| 3     | Defensa        | Diego Cruz         |     |
| 4     | Defensa        | Carlos Villanueva  |     |
| 27    | Defensa        | Armando Escobar    |     |
| 8     | Centrocampista | Ronaldo González   | 83' |
| 13    | Centrocampista | Maximiliano García |     |
| 14    | Centrocampista | Rolando González   |     |
| 18    | Centrocampista | Christian Bermúdez | 71' |
| 34    | Centrocampista | Edgar Jiménez      | 83' |
| 9     | Delantero      | Rafael Durán       | 71' |
| D. T. | D. T.          | Daniel Alcántar    |     |

| 3  | Defensa        | Jorge Padilla     | 45' |
| 22 | Delantero      | Juan Machado      | 65' |
| 24 | Centrocampista | Gael Sandoval     | 65' |
| 15 | Centrocampista | Alejandro Carreón | 65' |

| 22 | Delantero      | Arturo Sánchez | 71' |
| 11 | Centrocampista | Daniel Lajud   | 71' |
| 16 | Centrocampista | Deivoon Magaña | 83' |
| 28 | Defensa        | Elbis          | 83' |
| 7  | Centrocampista | Edson Partida  | 83' |

| 25' · | Miguel Vallejo | 1:0 |

| 43' · 74' | Rafael Durán Ronaldo González | 1:1 1:2 |

| 21' · 45+1' | Miguel Vallejo Edson Torres |

| 21' · 36' · 45+1' | Ronaldo González Francisco Reyes Maximiliano García |

| Principal  | Luis Alfredo García Rodríguez        |
| Asistentes | Jaime Adrián Villasana Carrasco      |
|            | Francisco Javier González De La Mora |
| Cuarto     | Yonathan Peinado Aguirre             |

|  |                    |     |     |
|  | Tiros              | 5   | 10  |
|  | Tiros a puerta     | 3   | 4   |
|  | Faltas             | 7   | 22  |
|  | Saques de esquina  | 3   | 2   |
|  | Penaltis           | 0   | 0   |
|  | Fueras de juego    | 3   | 1   |
|  | Posesión del balón | 67% | 33% |

| 1     | Guardameta     | Jorge Hernández   |     |
| 2     | Defensa        | Jonathan Sánchez  |     |
| 4     | Defensa        | Arturo Ledesma    |     |
| 5     | Defensa        | Ulises Torres     |     |
| 81    | Defensa        | Bryan Flores      |     |
| 9     | Centrocampista | Edson Torres      |     |
| 10    | Centrocampista | Jesús Henestrosa  | 65' |
| 11    | Centrocampista | Miguel Vallejo    | 65' |
| 26    | Centrocampista | Jahaziel Marchand | 45' |
| 7     | Delantero      | Edson Rivera      | 65' |
| 8     | Delantero      | Carlos Fierro     |     |
| D. T. | D. T.          | Alfonso Sosa      |     |

| 20    | Guardameta     | Humberto Hernández |     |
| 2     | Defensa        | Francisco Reyes    | 83' |
| 3     | Defensa        | Diego Cruz         |     |
| 4     | Defensa        | Carlos Villanueva  |     |
| 27    | Defensa        | Armando Escobar    |     |
| 8     | Centrocampista | Ronaldo González   | 83' |
| 13    | Centrocampista | Maximiliano García |     |
| 14    | Centrocampista | Rolando González   |     |
| 18    | Centrocampista | Christian Bermúdez | 71' |
| 34    | Centrocampista | Edgar Jiménez      | 83' |
| 9     | Delantero      | Rafael Durán       | 71' |
| D. T. | D. T.          | Daniel Alcántar    |     |

| 3  | Defensa        | Jorge Padilla     | 45' |
| 22 | Delantero      | Juan Machado      | 65' |
| 24 | Centrocampista | Gael Sandoval     | 65' |
| 15 | Centrocampista | Alejandro Carreón | 65' |

| 22 | Delantero      | Arturo Sánchez | 71' |
| 11 | Centrocampista | Daniel Lajud   | 71' |
| 16 | Centrocampista | Deivoon Magaña | 83' |
| 28 | Defensa        | Elbis          | 83' |
| 7  | Centrocampista | Edson Partida  | 83' |

| 25' · | Miguel Vallejo | 1:0 |

| 43' · 74' | Rafael Durán Ronaldo González | 1:1 1:2 |

| 21' · 45+1' | Miguel Vallejo Edson Torres |

| 21' · 36' · 45+1' | Ronaldo González Francisco Reyes Maximiliano García |

| Principal  | Luis Alfredo García Rodríguez        |
| Asistentes | Jaime Adrián Villasana Carrasco      |
|            | Francisco Javier González De La Mora |
| Cuarto     | Yonathan Peinado Aguirre             |

|  |                    |     |     |
|  | Tiros              | 5   | 10  |
|  | Tiros a puerta     | 3   | 4   |
|  | Faltas             | 7   | 22  |
|  | Saques de esquina  | 3   | 2   |
|  | Penaltis           | 0   | 0   |
|  | Fueras de juego    | 3   | 1   |
|  | Posesión del balón | 67% | 33% |

| 1     | Guardameta     | Jorge Hernández   |     |
| 2     | Defensa        | Jonathan Sánchez  |     |
| 4     | Defensa        | Arturo Ledesma    |     |
| 5     | Defensa        | Ulises Torres     |     |
| 81    | Defensa        | Bryan Flores      |     |
| 9     | Centrocampista | Edson Torres      |     |
| 10    | Centrocampista | Jesús Henestrosa  | 65' |
| 11    | Centrocampista | Miguel Vallejo    | 65' |
| 26    | Centrocampista | Jahaziel Marchand | 45' |
| 7     | Delantero      | Edson Rivera      | 65' |
| 8     | Delantero      | Carlos Fierro     |     |
| D. T. | D. T.          | Alfonso Sosa      |     |

| 20    | Guardameta     | Humberto Hernández |     |
| 2     | Defensa        | Francisco Reyes    | 83' |
| 3     | Defensa        | Diego Cruz         |     |
| 4     | Defensa        | Carlos Villanueva  |     |
| 27    | Defensa        | Armando Escobar    |     |
| 8     | Centrocampista | Ronaldo González   | 83' |
| 13    | Centrocampista | Maximiliano García |     |
| 14    | Centrocampista | Rolando González   |     |
| 18    | Centrocampista | Christian Bermúdez | 71' |
| 34    | Centrocampista | Edgar Jiménez      | 83' |
| 9     | Delantero      | Rafael Durán       | 71' |
| D. T. | D. T.          | Daniel Alcántar    |     |

| 3  | Defensa        | Jorge Padilla     | 45' |
| 22 | Delantero      | Juan Machado      | 65' |
| 24 | Centrocampista | Gael Sandoval     | 65' |
| 15 | Centrocampista | Alejandro Carreón | 65' |

| 22 | Delantero      | Arturo Sánchez | 71' |
| 11 | Centrocampista | Daniel Lajud   | 71' |
| 16 | Centrocampista | Deivoon Magaña | 83' |
| 28 | Defensa        | Elbis          | 83' |
| 7  | Centrocampista | Edson Partida  | 83' |

| 25' · | Miguel Vallejo | 1:0 |

| 43' · 74' | Rafael Durán Ronaldo González | 1:1 1:2 |

| 21' · 45+1' | Miguel Vallejo Edson Torres |

| 21' · 36' · 45+1' | Ronaldo González Francisco Reyes Maximiliano García |

| Principal  | Luis Alfredo García Rodríguez        |
| Asistentes | Jaime Adrián Villasana Carrasco      |
|            | Francisco Javier González De La Mora |
| Cuarto     | Yonathan Peinado Aguirre             |

|  |                    |     |     |
|  | Tiros              | 5   | 10  |
|  | Tiros a puerta     | 3   | 4   |
|  | Faltas             | 7   | 22  |
|  | Saques de esquina  | 3   | 2   |
|  | Penaltis           | 0   | 0   |
|  | Fueras de juego    | 3   | 1   |
|  | Posesión del balón | 67% | 33% |

| Campeón Clausura 2024 |
| --------------------- |
|                       |
| Atlante               |
| 3°Título              |

## Tabla de cocientes
- Fecha de actualización: 11 de abril de 2024[11][12]

| Pos. | Equipo           | A21 | C22 | A22 | C23 | A23 | C24 | Puntos | A21J | C22J | A22J | C23J | A23J | C24J | Juegos | DG  | Cociente |
| ---- | ---------------- | --- | --- | --- | --- | --- | --- | ------ | ---- | ---- | ---- | ---- | ---- | ---- | ------ | --- | -------- |
| 1    | Celaya           | 25  | 27  | 38  | 37  | 17  | 22  | 166    | 16   | 16   | 17   | 17   | 14   | 14   | 94     | 40  | 1.7660   |
| 2    | Atlante          | 31  | 23  | 34  | 30  | 25  | 25  | 168    | 16   | 16   | 17   | 17   | 14   | 14   | 94     | 42  | 1.7872   |
| 3    | Leones Negros    | 25  | 29  | 31  | 21  | 27  | 29  | 162    | 16   | 16   | 17   | 17   | 14   | 14   | 94     | 24  | 1.7234   |
| 4    | Atlético Morelia | 28  | 25  | 26  | 30  | 21  | 9   | 139    | 16   | 16   | 17   | 17   | 14   | 13   | 93     | 17  | 1.4946   |
| 5    | Cimarrones       | 21  | 23  | 30  | 25  | 22  | 17  | 138    | 16   | 16   | 17   | 17   | 14   | 14   | 94     | 25  | 1.4681   |
| 6    | Venados          | 21  | 22  | 25  | 22  | 21  | 32  | 143    | 16   | 16   | 17   | 17   | 14   | 14   | 94     | 4   | 1.5213   |
| 7    | Tepatitlán       | 18  | 22  | 21  | 25  | 23  | 8   | 117    | 16   | 16   | 17   | 17   | 14   | 14   | 94     | 5   | 1.2447   |
| 8    | Zacatecas        | 19  | 24  | 23  | 17  | 24  | 19  | 126    | 16   | 16   | 17   | 17   | 14   | 14   | 94     | -5  | 1.3404   |
| 9    | Dorados          | 37  | 19  | 27  | 9   | 12  | 11  | 115    | 16   | 16   | 17   | 17   | 14   | 14   | 94     | -10 | 1.2234   |
| 10   | Tapatío          | 14  | 22  | 22  | 31  | 14  | 22  | 125    | 16   | 16   | 17   | 17   | 14   | 14   | 94     | -12 | 1.3298   |
| 11   | Oaxaca           | 16  | 31  | 20  | 22  | 13  | 18  | 120    | 16   | 16   | 17   | 17   | 14   | 13   | 93     | 10  | 1.2903   |
| 12   | Correcaminos     | 19  | 18  | 19  | 22  | 20  | 16  | 114    | 16   | 16   | 17   | 17   | 14   | 14   | 94     | -15 | 1.2128   |
| 13   | Cancún           | 13  | 23  | 14  | 19  | 28  | 22  | 119    | 16   | 16   | 17   | 17   | 14   | 14   | 94     | -26 | 1.2660   |
| 14   | Atlético La Paz  | 22  | 11  | 17  | 21  | 20  | 22  | 113    | 16   | 16   | 17   | 17   | 14   | 14   | 94     | -16 | 1.2021   |
| 15   | Tlaxcala         | 18  | 22  | 19  | 23  | 6   | 13  | 101    | 16   | 16   | 17   | 17   | 14   | 14   | 94     | -25 | 1.0745   |

## Estadísticas

### Clasificación juego limpio
- Datos según la página oficial.
- Fecha de actualización: 13 de abril de 2024

| Lugar                                | Club                                 |          |          |          | Puntos   |
| ------------------------------------ | ------------------------------------ | -------- | -------- | -------- | -------- |
| 1                                    | Atlante                              | 22       | 1        | 1        | 28       |
| 2                                    | Leones Negros                        | 26       | 1        | 0        | 29       |
| 3                                    | Atlético La Paz                      | 25       | 0        | 2        | 31       |
| 4                                    | Cancún                               | 18       | 2        | 3        | 33       |
| 5                                    | Tepatitlán                           | 28       | 2        | 0        | 34       |
| 6                                    | Venados                              | 25       | 1        | 2        | 34       |
| 7                                    | Correcaminos UAT                     | 32       | 0        | 1        | 35       |
| 8                                    | Zacatecas                            | 34       | 0        | 1        | 37       |
| 9                                    | Tapatío                              | 35       | 0        | 3        | 44       |
| 10                                   | Atlético Morelia                     | 45       | 0        | 0        | 45       |
| 11                                   | Celaya                               | 37       | 2        | 1        | 46       |
| 12                                   | Oaxaca                               | 32       | 1        | 4        | 47       |
| 13                                   | Cimarrones                           | 34       | 3        | 2        | 49       |
| 14                                   | Dorados                              | 45       | 0        | 2        | 51       |
| 15                                   | Tlaxcala                             | 38       | 4        | 2        | 56       |
| Primera Tarjeta Amarilla             | Primera Tarjeta Amarilla             | 1 punto  | 1 punto  | 1 punto  | 1 punto  |
| Segunda Tarjeta Amarilla y Expulsión | Segunda Tarjeta Amarilla y Expulsión | 3 puntos | 3 puntos | 3 puntos | 3 puntos |
| Tarjeta Roja Directa                 | Tarjeta Roja Directa                 | 3 puntos | 3 puntos | 3 puntos | 3 puntos |

### Máximos goleadores
Lista con los máximos goleadores del torneo.
- Datos según la página oficial.

Fecha de actualización: 10 de abril de 2024
| Posición | Jugador           | Club            | Goles | Min. | Frec.       |
| -------- | ----------------- | --------------- | ----- | ---- | ----------- |
| 1º       | José Rodríguez    | Cancún          | 9     | 1210 | 134.44 min. |
| 2º       | Michell Rodríguez | Celaya          | 8     | 1146 | 143.25 min. |
| 3º       | Edson Rivera      | Leone Negros    | 7     | 997  | 142.43 min. |
| 4º       | Daniel López      | Dorados         | 7     | 1042 | 148.86 min. |
| 5º       | Michelle Benítez  | Atlético La Paz | 5     | 1194 | 238.8 min.  |
| 6º       | Benjamín Sánchez  | Tapatío         | 5     | 575  | 115 min.    |
| 7º       | Duilio Tejeda     | Cimarrones      | 5     | 837  | 167.4 min.  |

#### Tripletes o más
| Jugador        | Local      | Resultado | Visita | Goles       | Fecha       | Jornada |
| -------------- | ---------- | --------- | ------ | ----------- | ----------- | ------- |
| José Rodríguez | Cimarrones | 2 - 4     | Cancún | 49' 53' 64' | 10 de marzo | 9       |

### Asistencia
Lista con la asistencia de los partidos y equipos Liga BBVA Expansión MX.
Datos actualizados a 13 de abril de 2024

#### Por equipo
En los promedios solamente se computan los partidos que contaron con asistencia de público. El porcentaje de ocupación media está calculado con base en la capacidad total del estadio.
| Pos                | Equipo             | Total   | Media | Más alta | Más baja | % de Ocupación |
| ------------------ | ------------------ | ------- | ----- | -------- | -------- | -------------- |
| 1                  | Atlético Morelia   | 43,673  | 7,279 | 10,720   | 5,561    | 20.92%         |
| 2                  | Venados            | 33,516  | 5,586 | 7,027    | 4,967    | 37.03%         |
| 3                  | Cancún             | 27,356  | 3,908 | 5,987    | 2,071    | 20.74%         |
| 4                  | Atlético La Paz    | 25,262  | 3,609 | 5,153    | 2,305    | 65.74%         |
| 5                  | Oaxaca             | 24,748  | 3,535 | 5,674    | 2,346    | 24.22%         |
| 6                  | Celaya             | 24,769  | 3,096 | 3,959    | 1,844    | 13.36%         |
| 7                  | Leones Negros      | 19,769  | 2,824 | 4,873    | 1,557    | 5.13%          |
| 8                  | Correcaminos UAT   | 13,572  | 2,262 | 3,358    | 1,860    | 21.51%         |
| 9                  | Atlante            | 15,196  | 2,171 | 3,080    | 1,319    | 6.34%          |
| 10                 | Dorados            | 14,963  | 2,138 | 2,473    | 1,823    | 10.63%         |
| 11                 | Zacatecas          | 13,742  | 1,963 | 2,631    | 1,533    | 9.78%          |
| 12                 | Tlaxcala           | 12,860  | 1,837 | 2,114    | 1,506    | 14.43%         |
| 13                 | Tepatitlán         | 12,224  | 1,528 | 3,215    | 764      | 18.90%         |
| 14                 | Cimarrones         | 7,909   | 989   | 1,248    | 698      | 5.27%          |
| 15                 | Tapatío            | 3,165   | 528   | 968      | 194      | 1.14%          |
| Totales del Torneo | Totales del Torneo | 292,274 | 2,788 | 10,720   | 194      | 12.69%         |

#### Por jornada
El listado excluye los partidos que fueron disputados a puerta cerrada.
| 1     | 12,589  | 1,798 | 8.74%  | Atlético La Paz vs Atlético Morelia (3,561) | Tapatío vs Venados (443)          |
| 2     | 13,301  | 2,216 | 9.15%  | Leones Negros vs Atlante (3,114)            | Tepatitlán vs Venados (1,393)     |
| 3     | 27,450  | 3,921 | 22.29% | Atlético Morelia vs Zacatecas (6,140)       | Tlaxcala vs Dorados (2,114)       |
| 4     | 12,293  | 1,756 | 7.78%  | Tepatitlán vs Atlético Morelia (3,215)      | Tapatío vs Atlético La Paz (564)  |
| 5     | 30,233  | 4,319 | 18.11% | Atlético Morelia vs Tlaxcala (10,720)       | Cimarrones vs Tapatío (1,083)     |
| 6     | 15,754  | 2,250 | 10.28% | Oaxaca vs Leones Negros (3,750)             | Tapatío vs Atlético Morelia (753) |
| 7     | 19,459  | 2,779 | 13.50% | Leones Negros vs Tapatío (4,873)            | Cimarrones vs Tepatitlán (993)    |
| 8     | 24,194  | 4,032 | 16.52% | Atlético Morelia vs Cimarrones (7,487)      | Tepatitlán vs Celaya (1,556)      |
| 9     | 12,527  | 1,789 | 7.24%  | Celaya vs Venados (3,422)                   | Tapatío vs Oaxaca (243)           |
| 10    | 20,536  | 2,933 | 13.84% | Atlético Morelia vs Cancún (5,561)          | Cimarrones vs Zacatecas (793)     |
| 11    | 15,761  | 2,626 | 8.46%  | Venados vs Cimarrones (5,036)               | Tapatío vs Correcaminos (194)     |
| 12    | 12,918  | 1,845 | 11.93% | Atlante vs Atlético Morelia (3,080)         | Cimarrones vs Celaya (698)        |
| 13    | 29,652  | 4,236 | 16.75% | Atlético Morelia vs Venados (7,591)         | Dorados vs Atlante (2,403)        |
| 14    | 20,560  | 2,937 | 12.60% | Venados vs Cancún (6,565)                   | Tapatío vs Atlante (968)          |
| 15    | 21,421  | 3,060 | 13.18% | Oaxaca vs Atlético Morelia (5,674)          | Tlaxcala vs Zacatecas (1,426)     |
| Total | 292,274 | 2,788 | 12.69% | Atlético Morelia vs Tlaxcala (10,720)       | Tapatío vs Correcaminos (194)     |